# Presidio de Nuestra Señora de la Concepción
El Presídio de Nossa Senhora da Conceição se localizaba en el actual municipio de Costa Marqués, en el estado de Rondonia, en el Brasil. A unos 23 km al oesnoroeste de dicha localidad.
Hoy desaparecido, existió en la margen derecha del río Guaporé (o Itenes), a cerca de dos kilómetros río abajo del lugar en donde posteriormente fue erguido el Fuerte Príncipe de Beira, en la frontera con la actual Bolivia.

## Historia

### Antecedentes: la guardia de Santa Rosa
Cuando fue creada la Capitanía de Mato Grosso, en 1748, las instrucciones de la Corona portuguesa para su primer gobernador y capitán general, Antonio Rolim de Moura Tavares (1751-1764), fueron las de que mantuviese - a cualquier costo - la ocupación de la margen derecha del río Guaporé, referida como "a chave do sertão" del Mato Grosso, amenazado por incursiones españolas e indígenas, oriundas de las reducciones jesuíticas instaladas en la margen izquierda de ese río desde 1743: Santa Ana, San Miguel y Santa Rosa. Esta última tenía su fundación atribuida al padre Atanacio Teodori.
Habiendo tomado las primeras providencias para la defensa de la capitanía y atendido a las necesidades requeridas por las demarcaciones del Tratado de Madrid (1750), el gobernador Rolim de Moura descendió por el río Guaporé y desalojó la reducción española (fortín) de Santa Rosa, que en ese ínterin, ante la noticia de la firma del tratado, se había trasladado en parte para la margen derecha del río. En el lugar instaló un pequeño puesto de vigilancia, la Guarda de Santa Rosa (1753).
En represalia, cerca de 200 indígenas y algunos jesuitas españoles, al mando del padre Laines, contra-atacaron esa guardia (1754), generando vivas protestas del gobernador portugués, por carta del 17 de junio de 1754 al vicedirector de las misiones españolas, padre Nicolás Altogrado y, sin que hubiese tenido respuesta, hizo una nueva protesta solemne el 3 de diciembre de ese mismo año.

### El Presidio de Nossa Senhora da Conceição
A partir de entonces, Rolim de Moura estableció un puesto militar en Piedras Negras, procurando militarizar el río Guaporé, a fin de impedir el establecimiento de los españoles en territorio portugués.
En 1759 (1760 según otras fuentes), una nueva tentativa de recuperar la margen derecha del Guaporé llevó a fuerzas españolas a incursionar sobre la posición portuguesa en Santa Rosa Vieja, a cuya defensa Rolim de Moura concurrió nuevamente con fuerzas de Vila Bela da Santíssima Trindade. En ese contexto, la fortificación de Santa Rosa Vieja fue transformada en un fortín, con planta en formato pentagonal. Denominado Presídio de Nossa Senhora da Conceição, ciertamente erguido en barro y tierra, estaba cercado por una empalizada de madera y, en pocos años, se encontraba en ruinas, ante las renovadas incursiones españolas, entre las cuales sobresalió la de abril de 1762. En la ocasión, fuerzas españolas, (800 o 1.200 hombres según las fuentes), en cuarenta canoas por el río Itonamas, atacaron el fuerte, guarnecido con cerca de 200 hombres, llevando al gobernador Rolim de Moura a retirarse con sus efectivos, en busca de refuerzos para desalojar los españoles. Para ese fin, Rolim de Moura equipó su flotilla fluvial de canoas con artillería liviana, solicitando auxilio a Cuiabá, a Vila Boa de Goiás y a Belém do Pará. Sospechando que la intención de los españoles era la de cortarle las comunicaciones a Vila Bela, determinó que un pequeño efectivo de veinte hombres, al mando del teniente de dragones Francisco Xavier Tejo, subiese el curso del río Baurés, atacando a la misión de San Miguel. Allí fueron capturados los padres Juan Romariz y Francisco Espino, rindiéndose con ellos un contingente de 600 a 700 indígenas, sin resistencia. De allí el pelotón portugués partió para Vila Bela, en busca de los refuerzos y de víveres necesarios. Con ellos, Rolim de Moura volvió al ataque, consiguiendo pasar la primera empalizada del fuerte, siendo rechazado en la segunda. Después de una hora y media de combate encarnizado, de parte a parte, los portugueses fueron victoriosos, habiendo sufrido 24 bajas contra más de una centena por el lado español.
Rolim de Moura fue sucedido en el gobierno de la capitanía por su sobrino, Juan Pedro da Cámara (1764-1769). Aprovechando la oportunidad de la sucesión, los españoles reabrieron las hostilidades, concentrando un efectivo considerable (de 4 a 8 mil hombres, según las fuentes) en las márgenes del río Guaporé (octubre de 1765), al mando de Juan de Pestaña (presidente de la Real Audiencia de Charcas en el Alto Perú. Ante la amenaza, el nuevo gobernador portugués solicitó refuerzos al Pará, alertó al capitán mayor de Cuiabá, y guarneció el sitio de las Piedras con cuarenta hombres, reforzando las defensas del Forte de Nossa Senhora da Conceição.

### Del Fuerte de Braganza a la actualidad
Nuevamente arruinada en pocos años, la estructura fue reconstruida a partir del 26 de septiembre de 1767 (1768, y rebautizada, en 1769, por el gobernador y capitán general Luis Pinto de Sousa Coutinho (1769-1772), como Fuerte de Braganza.
BARRETTO (1958) informa que, en el lugar en donde se levantó el antiguo Forte da Conceição, existía, en la época (1958), la "Fazenda Conceição".